# British Overseas Airways Corporation

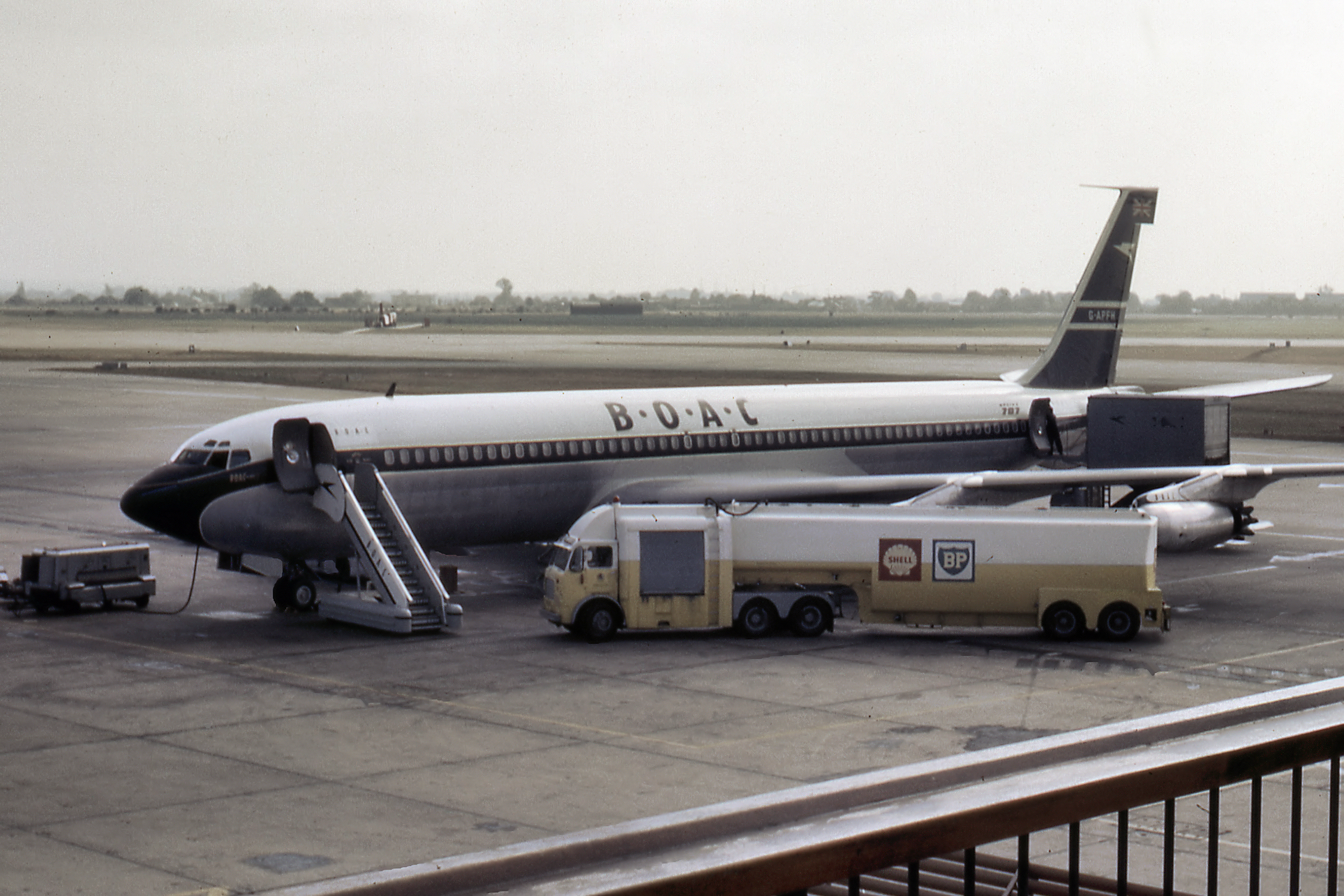
Boeing 707 da British Overseas Airways Corporation.

British Overseas Airways Corporation, também conhecida por sua sigla, BOAC, foi uma empresa aérea do Reino Unido. Surgiu como fusão da British Airways Ltd. com aImperial Airways, no ano de 1939.
Em 1974, a BOAC fundiu-se com a British European Airways, de acordo com ato do parlamento britânico de 1971, formando a British Airways.
Em 1952 foi a primeira companhia aérea do mundo a utilizar um avião a jato para o transporte de passageiros, com o de Havilland Comet.